# Louzeiro
O Louzeiro é um bairro localizado na cidade de Campina Grande, no estado da Paraíba.
No bairro, localizado a cerca de 2 quilômetros do centro da cidade, está localizado o jardim botânico, criado em 2015 na administração do prefeito Romero Rodrigues.
Também está localizada uma vasta área verde, com a qual o próprio bairro se confunde. Esta mata é classificada como do tipo Caatinga Florestal, e possui árvores de grande porte, tais como Catanduvas, Baraúnas e Malungus.